# Tramont-Émy
Tramont-Émy ist eine französische Gemeinde mit 28 Einwohnern (Stand 1. Januar 2022) im Département Meurthe-et-Moselle in der Region Grand Est (bis 2015 Lothringen). Sie gehört zum Arrondissement Toul und zum Kanton Meine au Saintois.

## Geografie
Tramont-Émy liegt etwa 30 Kilometer südsüdöstlich von Toul östlich der Autoroute A31 an der Grenze zum Département Vosges. Die Nachbargemeinden von Tramont-Émy sind Favières im Norden, Vandeléville im Nordosten, Tramont-Lassus im Osten, Vicherey (im Département Vosges) im Süden sowie Tramont-Saint-André im Westen. Weite Teile im Norden der Gemeinde bedeckt das Waldgebiet Bois de la Rochotte. Der Aroffe durchquert das Dorf in nordwestlicher Richtung.

## Geschichte
Funde aus gallo-römischer Zeit belegen eine frühe Besiedlung. Der Name der heutigen Gemeinde wurde 1402 erstmals in der Form Tramont-Enmey in einem Dokument erwähnt. Bis zur Französischen Revolution lag die Gemeinde im Grand-gouvernement de Lorraine-et-Barrois. Von 1793 bis 1801 war die Gemeinde dem Distrikt Vézelise zugeteilt und Teil des Kantons Vandeléville. Danach von 1801 bis 2015 Teil des Kantons Colombey-les-Belles. Mit Ausnahme der Jahre 1926 bis 1943, als sie zum Arrondissement Nancy gehörte, ist Tramont-Émy seit 1801 dem Arrondissement Toul zugeordnet. Die Gemeinde lag bis 1871 im alten Département Meurthe.

## Bevölkerungsentwicklung
| Jahr                       | 1962 | 1968 | 1975 | 1982 | 1990 | 1999 | 2006 | 2019 |
| Einwohner                  | 44   | 44   | 33   | 37   | 39   | 48   | 35   | 28   |
| Quellen: Cassini und INSEE |      |      |      |      |      |      |      |      |

## Sehenswürdigkeiten
- Kirche Saint-Remy aus dem 18. Jahrhundert
- Gedenkplatte in der Kirche[1]
- ehemaliges Lavoir (Waschhaus)
- Museum mit den Schwerpunkten gallo-römische und merowingische Zeit

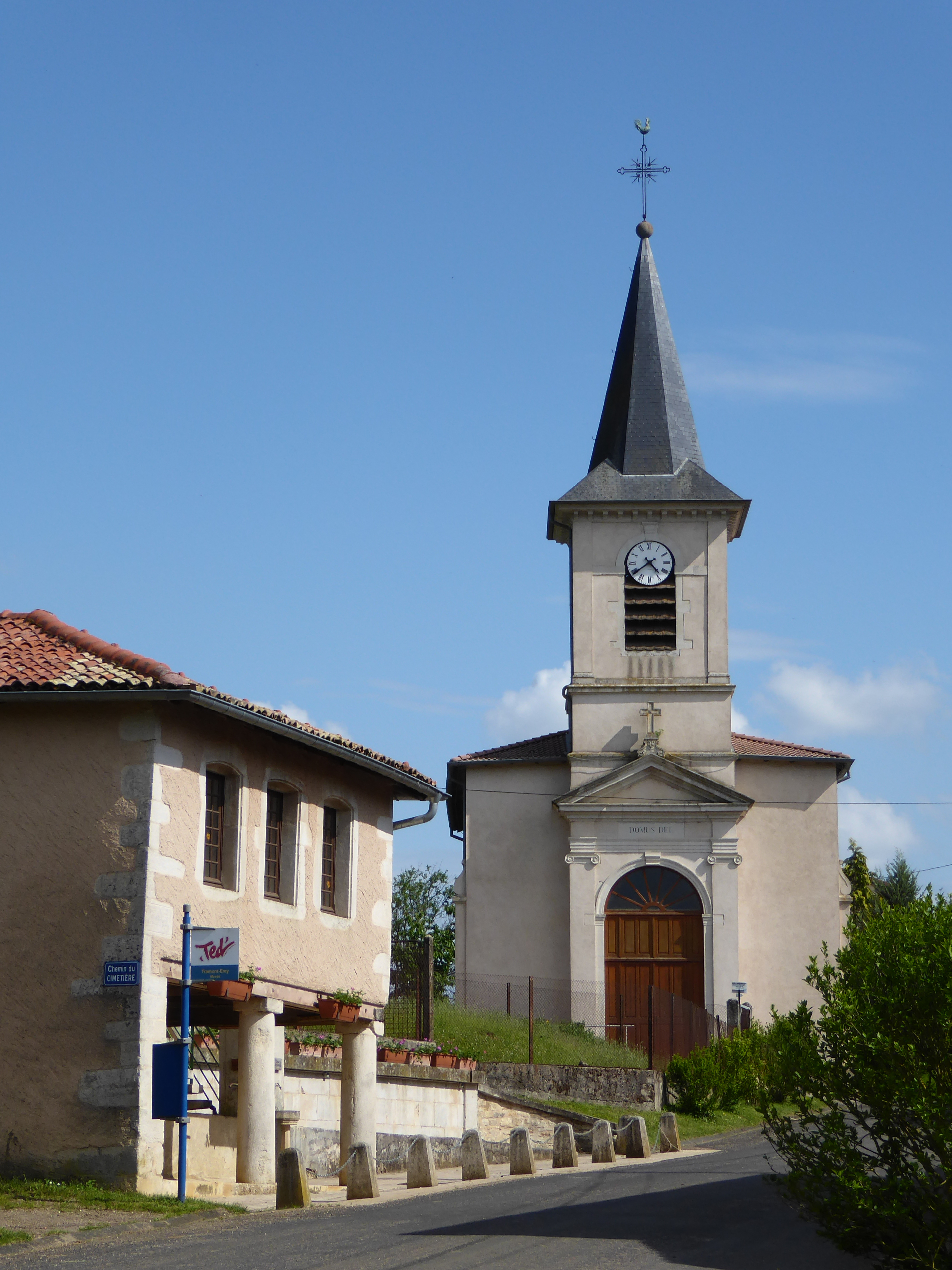
Kirche Saint-Remy
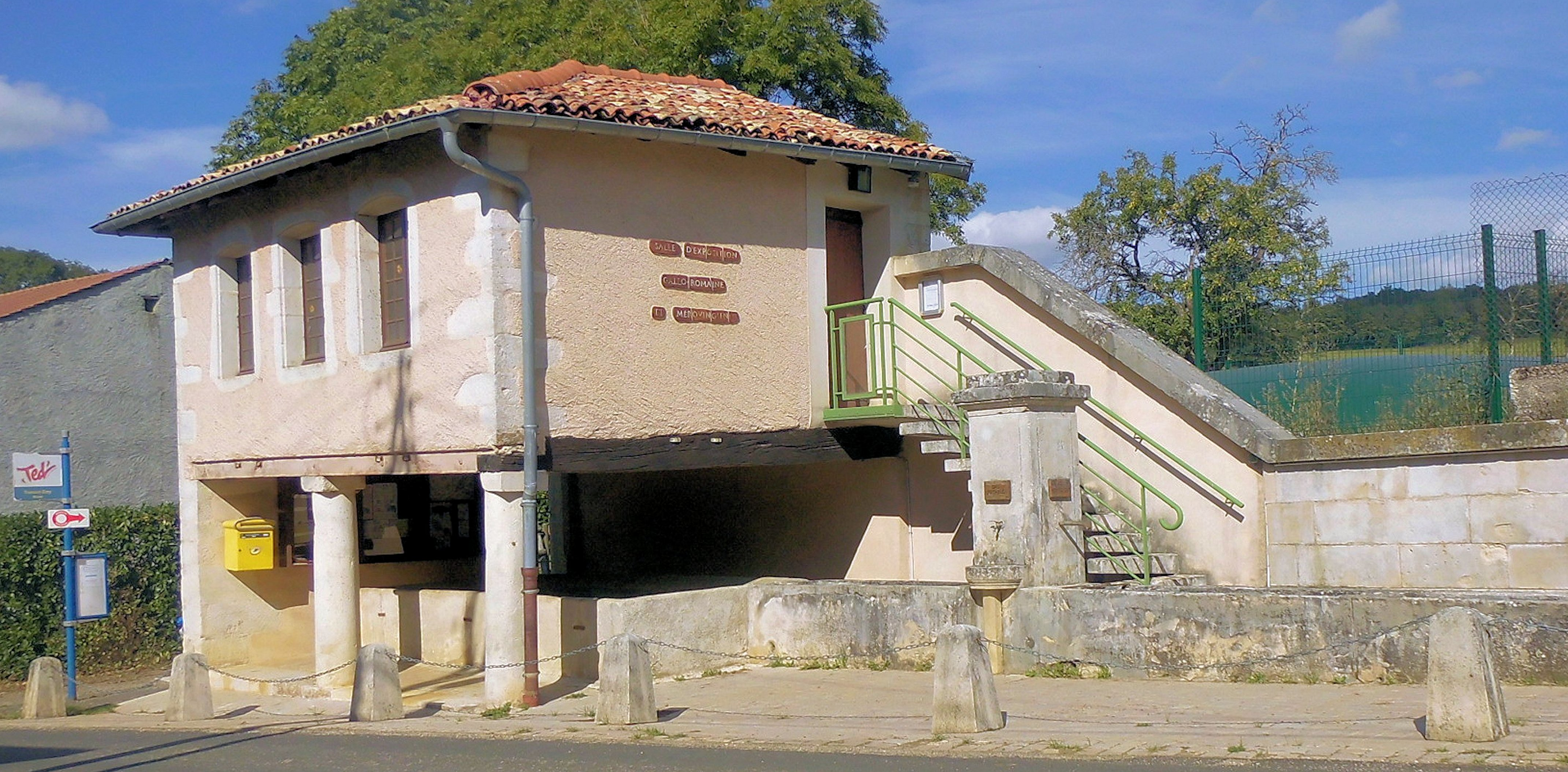
Archäologisches Museum der gallorömischen und Merowingerzeit